# أسطورة القرن العشرين

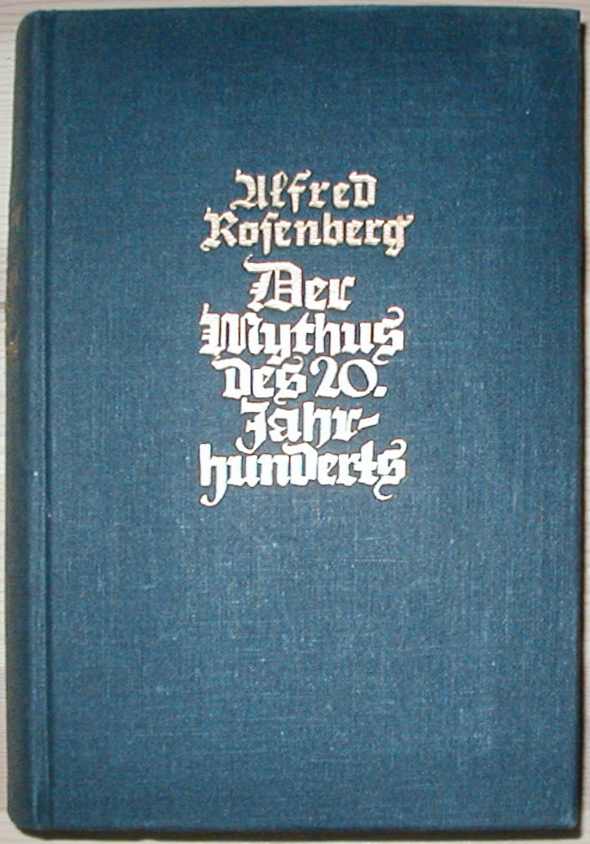
دير ميثوس ديس 20. Jahrhunderts. طبعة 1939

أسطورة القرن العشرين (بالألمانية: Der Mythus des zwanzigsten Jahrhunderts)‏ هو كتاب أصدره ألفريد روزنبرغ عام 1930، وهو أحد الأيديولوجيين الرئيسيين للحزب النازي ورئيس تحرير الصحيفة النازية فولكشر بيوباختر. «الأسطورة» (بالمعنى السريلي الخاص) هي «أسطورة الدم، والتي تحت علامة الصليب المعقوف تحرر الثورة العنصرية العالمية. إنها إيقاظ الروح العرقية.» 
وصف الكتاب بأنه «واحد من أكثر الكتب مبيعًا غير المقروءة في الرايخ الثالث» (الآخر هو مين كامبف). على انفراد قال أدولف هتلر: «يجب أن أصر على أن أسطورة روزنبرغ في القرن العشرين لا يجب اعتبارها تعبيراً عن العقيدة الرسمية للحزب». اعترض هتلر على وثنية روزنبرغ.
منح هتلر جائزة الدولة الأولى للفنون والعلوم لمؤلف كتاب "أسطورة القرن العشرين". الوثيقة الرسمية المصاحبة للجائزة "تشيد صراحة روزنبرغ باعتباره" الشخص الذي، بطريقة علمية، وضعت أساسا متينا لفهم الأسس الأيديولوجية للاشتراكية الوطنية. " 

## تأثير الكتاب
بفضل الدعم النازي، بيع من الكتاب أكثر من مليون نسخة بحلول عام 1944. ومع ذلك، أعلن أدولف هتلر أنه لا ينبغي اعتباره أيديولوجية رسمية للحزب النازي: 
| « | I must insist that Rosenberg's "The Myth of the Twentieth Century" is not to be regarded as an expression of the official doctrine of the party. The moment the book appeared, I deliberately refrained from recognizing it as any such thing. In the first place, its title gives a completely false impression... a National Socialist should affirm that to the myth of the nineteenth century he opposes the faith and science of our times... I have myself merely glanced cursorily at it. | » |

وفقا لكونراد هايدن، أعطى روزنبرغ المخطوطة لهتلر لفحصها قبل نشرها. بعد عام، لم يكن لدى هتلر ما يقوله. أعطى هتلر العمل الذي لا يزال غير مقروء له قائلا: «أنا متأكد من أن كل شيء على ما يرام». في مذكراته، وصف جوزيف غوبلز الكتاب بأنه «جيد جدًا» عندما قرأه لأول مرة. لكن ألبرت شبير تذكر أن غوبلز سخر من الفريد روزنبرغ. كما وصف جوبيلز الكتاب بأنه «جرس فلسفي».
قال هيرمان جورينج: "إذا قرر روزنبرغ... لن نمارس سوى الطقوس والثينجء والأسطورة ومثل هذا الاحتيال". ذكر غوستاف جيلبرت، عالم النفس خلال محاكمات نورمبرغ، أن أيا من القادة النازيين الذين قابلهم لم يقرأ كتابات روزنبرغ.